# Olga Georges-Picot
Olga Georges-Picot (Shanghái, China; 6 de junio de 1940-París, Francia; 19 de junio de 1997)  fue una actriz francesa de cine, teatro y televisión.

## Biografía
Nacida en Shanghái, China, fue la hija de Guillaume Georges-Picot, un embajador de Francia que vivió un tiempo en China, y una madre rusa. Estudió interpretación en el Actor Studio en París.

## Carrera
Su carrera como actriz abarcó diversas películas y papeles en televisión tanto francesas como inglesas.
Debido a su gran belleza apareció en la revista Playboy, en Sex in the Cinema y también en la portada de la revista Adán.
Actuó papeles importante en las tres películas de la época clásica del cine: Como Denise, en el film Chacal de 1973;  la condesa Alejandrovna en la cinta de Woody Allen, Love and Death de 1975, y como Julie Anderson en un film de Basil Dearden llamado The Man Who Haunted Himself de 1970 junto a Roger Moore. Su primer papel importante en el cine fue como Catrine en el Resnais Alain película ' Je t'aime, je t'aime (1968). Ese mismo año, ella apareció en la película para televisión francés Thibaud the Crusader (1968).
En 1973 interpretó a Louise Frosne en la serie antológica Great Mysteries de Orson Welles  también protagonizado por Isobel Dean y Glyn Owen. También trabajó en 1969 con el director William Hickey.
Con un habla perfectamente bilingüe actuó junto a grandes estrellas como Bette Davis, solía ser más conocida en los países Anglosajones que en Francia.

### Filmografía
- 1962: Les Parisiennes................. La secretaria
- 1968: Thibaud the Crusader .................... Compañera de viaje de Joanna
- 1968: Je t'aime, je t'aime........................ Catrine
- 1968: Adieu l'ami  ........................ Isabelle Moreau
- 1968: The Other People...................... Elsa
- 1968: Summit
- 1969: Catherine, Just A Love  ........................ Catherine
- 1970: The Man Who Haunted Himself  ......................... Julie Anderson
- 1970: Connecting Rooms..................... Claudia
- 1971: La cavale......................... Nadine
- 1972: L'image......................... Dolly
- 1972: Mannen som slutade röka
- 1973: La révélation....................... Claire
- 1973: Un homme libre....................... Nicole Lefèvre
- 1973: Chacal  ........................... Denise
- 1973: Le feu aux lèvres........................... Christine Benoît
- 1973: Les confidences érotiques d'un lit trop accueillant..................... Dominique
- 1973: Féminin-féminin........................ Marie-Hélène
- 1974: Sultan à vendre.......................  La cortesana
- 1974: Deslizamientos progresivos del placer.................... Nora
- 1975: Children of Rage................... Leylah Saleh
- 1975: Love and Death  ...................... Condesa Alexandrovna
- 1975: Persecution  ....................... Monique Kalfon
- 1977: Adiós, Emmanuelle  ....................... Florence
- 1978: Brigade mondaine
- 1984: Rebelote  ............................. Suzanne Chauveau, la madre

### Televisión
- 1966: L'auberge de la licorne....................... Elise
- 1968: Thibaud
- 1972: Les dernières volontés de Richard Lagrange.......................... Claudine
- 1972: Poly......................... Sonia Villarosso
- 1973: Orson Welles' Great Mysteries  ....................... Louise Frosne
- 1973: Le premier juré........................... Michèle Florin
- 1974-1975: Härte 10.......................... Nadine Mercier
- 1979: Commissaire Moulin......................  Cécile Vierne
- 1981: Les enquêtes du commissaire Maigret.................... Sophie Joussel
- 1983: Ringstraßenpalais........................ Michèle Artenberg

## Vida privada
Contrajo matrimonio en 1966 con el apuesto actor y galán francés Jean Sobieski con quien se separó definitivamente en junio de 1970.
Luego de su divorcio mantuvo un romance de dos años con el corredor automovilístico  Johnny Servoz-gavin.

## Suicidio
Olga Georges-Picot se mató el jueves 19 de junio de 1997 al saltar al vacío desde una ventana del quinto piso de su departamento que daba hacia el río Sena, en París, Francia. Según allegados la actriz sufría desde hacía un tiempo una depresión severa. Con el paso del tiempo fueron surgiendo algunas teorías que hicieron referencia a un posible homicidio, en la que indicaban que había alguien más en su departamento en el momento de su muerte, aunque esto nunca fue confirmado. La actriz tenía 57 años.